# Dennis Gentenaar
Dennis Gentenaar (Nijmegen, 30 september 1975) is een Nederlands voormalig voetbalkeeper en keeperstrainer. Hij speelde voor N.E.C., Borussia Dortmund, Ajax, VVV-Venlo en Almere City.

## Spelersloopbaan

### N.E.C.
In de jeugd speelde hij voor ZOW en N.E.C. Hij maakte op 26 november 1995 zijn debuut voor N.E.C. in de thuiswedstrijd tegen PSV. Hij moest een halfuur voor het einde invallen door een rode kaart van eerste doelman Wilfried Brookhuis. Later dat seizoen, op 15 maart, moest hij tegen FC Twente een helft keepen wegens een blessure van diezelfde Brookhuis. Hij speelde vier wedstrijden dat seizoen, ook nog eentje in de beker en eentje in de nacompetitie en zat vervolgens twee seizoenen zonder één minuut te maken op de bank. Daardoor duurde het bijna drie jaar voordat hij op 17 april 1998, opnieuw tegen PSV weer eens een wedstrijd mocht keepen. Daarna mocht hij de laatste zeven competitiewedstrijden keepen ter faveure van Bas Roorda, die tot dan eerste keeper was. In het seizoen 1999/00 speelde hij één wedstrijd, de met 5-2 gewonnen bekerwedstrijd met Be Quick '28. 
Op 8 augustus 2000 keepte Gentenaar een oefenwedstrijd tegen FC Barcelona, dat met 2-5 won. Barcelona speelde onder meer met Carles Puyol, Michael Reiziger, Frank en Ronald de Boer, Phillip Cocu, Boudewijn Zenden, Patrick Kluivert, Xavi Hernández, Pep Guardiola, Rivaldo, Simão en Marc Overmars. Dat seizoen, in zijn zesde contractjaar bij N.E.C., was hij voor het eerst eerste keeper van N.E.C. Hij keepte 34 wedstrijden in de competitie en de beker en hield tien keer de nul. Op 29 september 2001 was hij goed voor een assist in de wedstrijd tegen Fortuna Sittard op aanvaller Patrick Ax. In het seizoen 2002/03 speelde hij alle competitiewedstrijden en werd hij vijfde met N.E.C., de hoogste notering in de clubgeschiedenis. Hij hield in de helft van de competitiewedstrijden de nul. Op 25 september maakte hij zijn Europese debuut in de UEFA Cup-kwalificatiewedstrijd met Wisła Kraków. N.E.C. verloor tweemaal met 2-1, waardoor N.E.C. niet Europa in ging. Dat seizoen speelde hij opnieuw alle wedstrijden in de competitie. Daarmee was hij een van de zes spelers die in alle 34 competitieduels in actie kwamen, van de eerste tot en met de laatste minuut. Voorafgaand aan het seizoen 2004/05 speelde Gentenaar met N.E.C. twee wedstrijden voor de UEFA Intertoto Cup-kwalificatie tegen Cork City FC, waar N.E.C. over twee wedstrijden met 1-0 van verloor. In 04/05 speelde Gentenaar voor het derde seizoen op rij alle competitiewedstrijden, waardoor hij in totaal 110 competitiewedstrijden op rij onder de lat stond bij N.E.C. Op 3 april 2005 gaf hij opnieuw een assist, in de 4-3 overwinning op FC Groningen. Andrzej Niedzielan profiteerde van zijn lange bal en maakte de winnende treffer. In zijn eerste periode bij N.E.C. kwam hij tot 192 wedstrijden.

### Borussia Dortmund
In de zomer van 2005 vertrok Gentenaar naar Borussia Dortmund, waar hij tweede keeper werd achter Roman Weidenfeller. Op 4 maart 2006 maakte hij zijn debuut voor Borussia door blessureleed van Weidenfeller. Hij speelde met 1-1 tegen 1. FSV Mainz 05 en stond samen op het veld met onder meer Ebi Smolarek en Nuri Şahin. Daarna miste hij nog maar één competitiewedstrijd. Zijn laatste wedstrijd voor Dortmund was in de laatste speelronde tegen kampioen FC Bayern München (3-3), waarin hij gepasseerd werd door Roy Makaay, Bastian Schweinsteiger en Michael Ballack. Ook Oliver Kahn, Lúcio, Willy Sagnol, Bixente Lizarazu, Zé Roberto en Roque Santa Cruz stonden die wedstrijd tegenover Gentenaar. Hij speelde in totaal tien wedstrijden voor Dortmund.

### Ajax
In de zomer van 2006 vertrok Gentenaar naar Ajax, waar hij derde doelman was achter Maarten Stekelenburg en Kenneth Vermeer. Op 20 september maakte hij zijn debuut voor Ajax in de bekerwedstrijd tegen Jong RKC Waalwijk, waar Ajax met 2-5 won. Acht dagen later maakte hij zijn debuut in de UEFA Cup tegen IK Start, waar hij in de rust, met een 3-0 voorsprong op het bord, werd gewisseld voor Vermeer. Op 27 december maakte hij zijn debuut in de competitie tegen Roda JC Kerkrade (2-0 winst), waarna hij drie dagen later zijn vijfde en laatste wedstrijd van het seizoen zou spelen tegen uitgerekend zijn voormalig werkgever N.E.C. Hij zat niet bij de wedstrijdselectie toen Ajax op 6 mei 2007 op strafschoppen de beker won van AZ, net als bij de gewonnen Johan Cruijff Schaal tegen PSV op 11 augustus. Op 20 oktober 2007 speelde hij voor het eerst in zijn tweede seizoen bij Ajax weer een wedstrijd tegen N.E.C., waarin het 0-0 bleef. In zijn derde en laatste seizoen in de hoofdstad kwam hij tot geen enkele wedstrijd, waardoor hij uiteindelijk twaalf wedstrijden speelde voor Ajax.

### VVV-Venlo
Op maandag 8 juni 2009 werd bekend dat hij met ingang van het seizoen 2009/2010 voor VVV-Venlo uitkomt. Daar was hij voor het eerst vijf jaar weer eerste keeper. Hij debuteerde op 2 augustus tegen PSV met een 3-3 gelijkspel. Hij speelde de eerste zeven wedstrijden, waarna hij de rest van het seizoen niet meer in actie kwam door een knieblessure. Op 23 september 2010 was hij voor de derde keer in zijn carrière goed voor een assist. In de met 3-1 verloren bekerwedstrijd tegen NAC Breda assisteerde hij Balázs Tóth. Hij keepte ook de vier wedstrijden in de play-offs om promotie/degradatie, waarin VVV handhaafde door over twee duels te winnen van FC Volendam en FC Zwolle. In zijn derde en laatste seizoen vocht Gentenaar met VVV opnieuw tegen degradatie. Uiteindelijk werd degradatie opnieuw via de play-offs afgewend door te winnen van SC Cambuur en Helmond Sport. Het waren zijn laatste wedstrijden voor VVV, waar hij in totaal 59 wedstrijden voor speelde.

### Almere City
In de zomer van 2012 hield Gentenaar zijn conditie op peil bij Almere City, waar hij bevriend was met directeur Raymond Groenteman. In juli 2012 tekende hij voor twee seizoenen bij Almere City FC waar hij ook buiten het veld aan de slag gaat. Op 10 augustus maakte hij zijn debuut voor Almere in de thuiswedstrijd met Go Ahead Eagles. Het was ook zijn debuut op het tweede niveau van Nederland. Hij speelde 27 wedstrijden voor Almere, maar vertrok in de zomer van 2013.

### N.E.C.
Op 26 mei 2013 werd bekend dat Gentenaar terugkeerde naar de club waar hij zijn carrière startte: N.E.C. Daar werd hij tweede doelman achter Karl-Johan Johnsson. In maart 2014 werd de Zweedse doelman door trainer Anton Janssen gepasseerd, waarna hij Gentenaar, waarmee Janssen tussen 1995 en 2001 nog samen had gespeeld, eerste keeper maakte. Op 16 maart 2014 maakte hij zijn rentree voor N.E.C., bijna negen jaar na zijn laatste wedstrijd voor de Nijmegenaren. Hij keepte zeven wedstrijden, waaronder de halve finale van de beker tegen PEC Zwolle, maar stapte geen enkele keer als winnaar van het veld. Met een kuitblessure zag hij vervolgens hoe N.E.C. in de play-offs tweemaal verloor van Sparta Rotterdam degradeerde. Hierna beëindigde Gentenaar zijn loopbaan.
In het seizoen 2014/2015 ging hij voor de amateurclub SV Ouderkerk voetballen, als verdediger in zijn woonplaats Ouderkerk aan den Amstel. In 2016 richtte Dennis Gentenaar samen met Stan Bijl de een keepersschool op. Begin 2017 nam Gentenaar, die nooit voor het Nederlands elftal uitkwam, met de oud-internationals deel aan de traditionele nieuwjaarswedstrijd tegen Koninklijke HFC.

## Clubstatistieken
| Seizoen | Club              | Competitie     | Competitie | Competitie | Beker | Beker | Overig | Overig | Totaal | Totaal |
| Seizoen | Club              | Competitie     | Wed.       | Dlp.       | Wed.  | Dlp.  | Wed.   | Dlp.   | Wed.   | Dlp.   |
| ------- | ----------------- | -------------- | ---------- | ---------- | ----- | ----- | ------ | ------ | ------ | ------ |
| 1995/96 | N.E.C.            | Eredivisie     | 2          | 0          | 1     | 0     | 1      | 0      | 4      | 0      |
| 1996/97 | N.E.C.            | Eredivisie     | 0          | 0          | 0     | 0     | 0      | 0      | 0      | 0      |
| 1997/98 | N.E.C.            | Eredivisie     | 0          | 0          | 0     | 0     | 0      | 0      | 0      | 0      |
| 1998/99 | N.E.C.            | Eredivisie     | 7          | 0          | 0     | 0     | 0      | 0      | 7      | 0      |
| 1999/00 | N.E.C.            | Eredivisie     | 0          | 0          | 1     | 0     | 0      | 0      | 1      | 0      |
| 2000/01 | N.E.C.            | Eredivisie     | 29         | 0          | 5     | 0     | 0      | 0      | 34     | 0      |
| 2001/02 | N.E.C.            | Eredivisie     | 30         | 0          | 2     | 0     | 0      | 0      | 32     | 0      |
| 2002/03 | N.E.C.            | Eredivisie     | 34         | 0          | 4     | 0     | 0      | 0      | 38     | 0      |
| 2003/04 | N.E.C.            | Eredivisie     | 34         | 0          | 2     | 0     | 2      | 0      | 38     | 0      |
| 2004/05 | N.E.C.            | Eredivisie     | 34         | 0          | 2     | 0     | 2      | 0      | 38     | 0      |
| 2005/06 | Borussia Dortmund | Bundesliga     | 10         | 0          | 0     | 0     | 0      | 0      | 10     | 0      |
| 2006/07 | Ajax              | Eredivisie     | 2          | 0          | 2     | 0     | 1      | 0      | 5      | 0      |
| 2007/08 | Ajax              | Eredivisie     | 5          | 0          | 1     | 0     | 1      | 0      | 7      | 0      |
| 2008/09 | Ajax              | Eredivisie     | 0          | 0          | 0     | 0     | 0      | 0      | 0      | 0      |
| 2009/10 | VVV-Venlo         | Eredivisie     | 7          | 0          | 0     | 0     | 0      | 0      | 7      | 0      |
| 2010/11 | VVV-Venlo         | Eredivisie     | 19         | 0          | 1     | 0     | 4      | 0      | 24     | 0      |
| 2011/12 | VVV-Venlo         | Eredivisie     | 24         | 0          | 0     | 0     | 4      | 0      | 28     | 0      |
| 2012/13 | Almere City FC    | Eerste divisie | 27         | 0          | 0     | 0     | 0      | 0      | 27     | 0      |
| 2013/14 | N.E.C.            | Eredivisie     | 6          | 0          | 1     | 0     | 0      | 0      | 7      | 0      |
| Totaal  | Totaal            | Totaal         | 270        | 0          | 22    | 0     | 15     | 0      | 307    | 0      |

## Trainersloopbaan
Tussen 2017 en 2019 was Gentenaar bij AFC Amsterdam en de jeugd van Ajax keeperstrainer. In juni 2019 werd hij aangesteld als keeperstrainer bij Al-Wahda FC in de Verenigde Arabische Emiraten. Eerst in de staf van hoofdtrainer Maurice Steijn en tot de herfst van 2020 in de staf van Mark Wotte. In januari 2021 werd hij keeperstrainer bij Maccabi Tel Aviv FC waar Patrick van Leeuwen hoofdtrainer was. Eind december 2021 werd, nadat Van Leeuwen in oktober ontslagen was, zijn dienstverband ontbonden. Medio 2023 werd hij in de staf van Van Leeuwen keeperstrainer van FK Sjachtar Donetsk. Op 16 oktober 2023 werd de staf vanwege tegenvallende prestaties ontslagen.
Vanaf 7 augustus 2024 was hij tot het einde van het kalenderjaar in dienst van United FC in Dubai. In februari 2025 werd hij keeperstrainer van Metalist 1925 Charkiv op het tweede niveau in Oekraïne.

## Persoonlijk
Gentenaar is sinds de zomer van 2014 ambassadeur van de stichting Stamceldonorbank.

## Erelijst
- Johan Cruijf Schaal: 2006, 2007
- KNVB beker: 2007
- Nederlands keeper van het jaar: 2002/03
- Beker en Supercup van Israël: 2021 als Keepertrainer van Macabbi Tel Aviv